# Ion Cămărășescu
Ion Cămărășescu, (n. 1882 - d. 1953) licențiat în drept la Paris, fost ministru de Interne (1921-1922), deputat, care a murit în închisoarea comunistă de la Sighet.